# 39e Primetime Emmy Awards
De 39e Primetime Emmy Awards, waarbij prijzen werden uitgereikt in verschillende categorieën voor de beste Amerikaanse televisieprogramma's die in primetime werden uitgezonden tijdens het televisieseizoen 1986-1987, vond plaats op 20 september 1987 in het Pasadena Civic Auditorium in Pasadena, Californië.

## Winnaars en nominaties - televisieprogramma's
(De winnaars staan bovenaan in vet lettertype.)

#### Dramaserie
(Outstanding Drama Series)
- L.A. Law
  - Cagney & Lacey
  - Moonlighting
  - Murder, She Wrote
  - St. Elsewhere

#### Komische serie
(Outstanding Comedy Series)
- The Golden Girls
  - Cheers
  - The Cosby Show
  - Family Ties
  - Night Court

#### Miniserie
(Outstanding Mini Series)
- A Year in the Life
  - Nutcracker: Money, Madness & Murder
  - Anastasia: The Mystery of Anna
  - Out on a Limb
  - The Two Mrs. Grenvilles

#### Varieté-, Muziek- of komische show
(Outstanding Variety, Music or Comedy Program)
- The 41st Annual Tony Awards
  - Late show with David Letterman
  - The Tonight Show Starring Johnny Carson
  - The Tracey Ullman Show
  - Liberty Weekend

## Winnaars en nominaties - acteurs

### Hoofdrollen

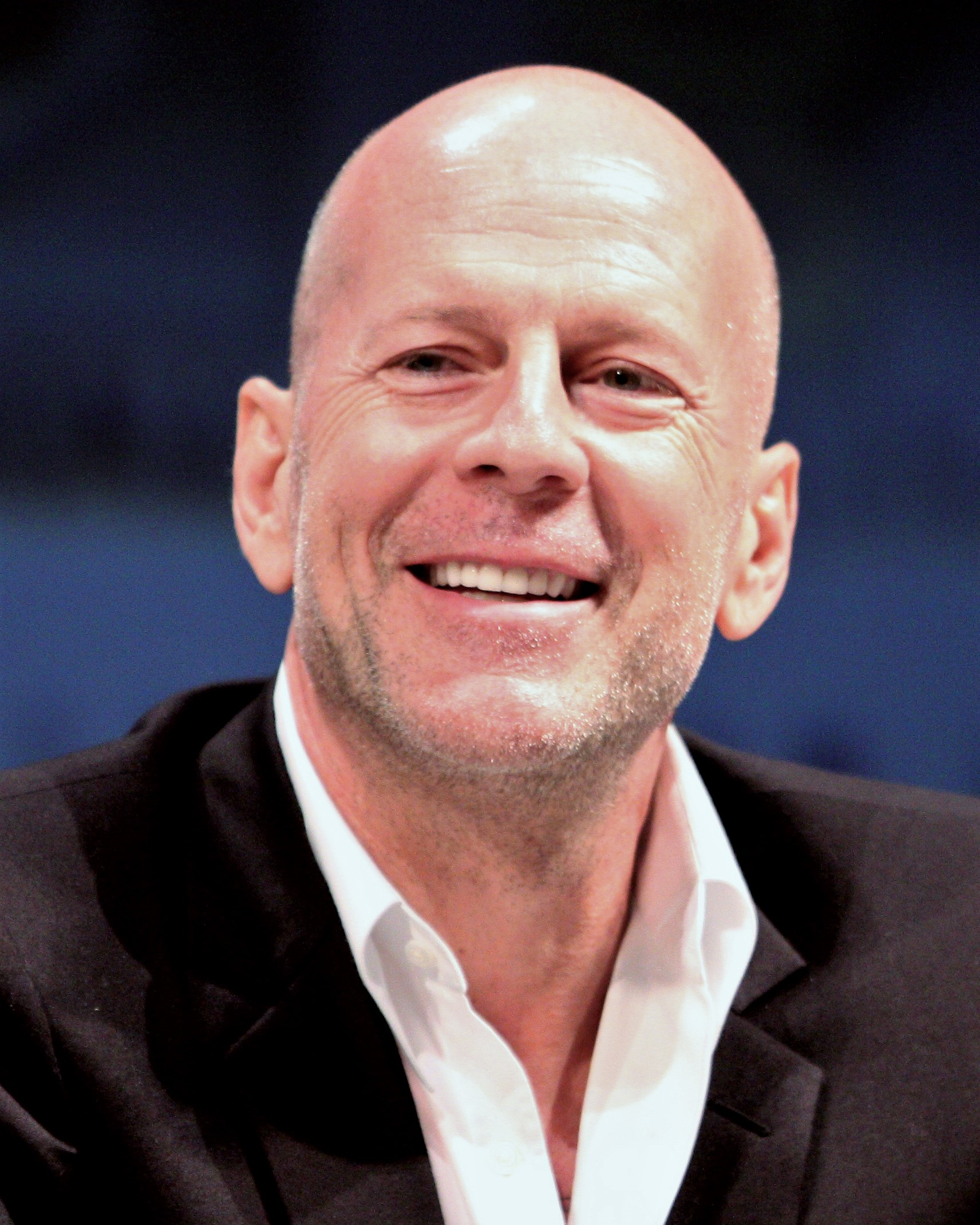
Bruce Willis (Moonlighting), winnaar mannelijke hoofdrol in een dramaserie

#### Mannelijke hoofdrol in een dramaserie
(Outstanding Lead Actor in a Drama Series)
- Bruce Willis als David Addison, Jr. in Moonlighting
  - Corbin Bernsen als Arnie Becker in L.A. Law
  - William Daniels als Dr. Mark Craig in St. Elsewhere
  - Ed Flanders for als Dr. Donald Westphall in St. Elsewhere
  - Edward Woodward als Robert McCall in The Equalizer

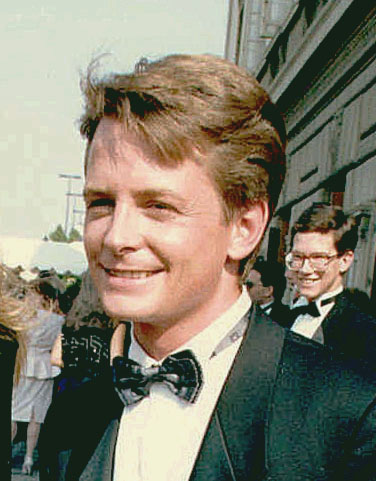
Michael J. Fox (Family Ties), winnaar mannelijke hoofdrol in een komische serie

#### Mannelijke hoofdrol in een komische serie
(Outstanding Lead Actor in a Comedy Series)
- Michael J. Fox als Alex P. Keaton in Family Ties
  - Harry Anderson als Judge Harry T. Stone in Night Court
  - Ted Danson als Sam Malone in Cheers
  - Bob Newhart als Dick Loudon in Newhart
  - Bronson Pinchot als Balki Bartokomous in Perfect Strangers

#### Mannelijke hoofdrol in een miniserie
(Outstanding Lead Actor in a Miniseries or a Special)
- James Woods als Joseph Ryan in Hallmark Hall of Fame
  - Alan Arkin als Leon Feldhendler in Escape from Sobibor
  - Louis Gossett jr. als Mathu in A Gathering of Old Men
  - Randy Quaid als Lyndon Baines Johnson in LBJ: The Early Years
  - James Garner als Bob Beuhler in Hallmark Hall of Fame

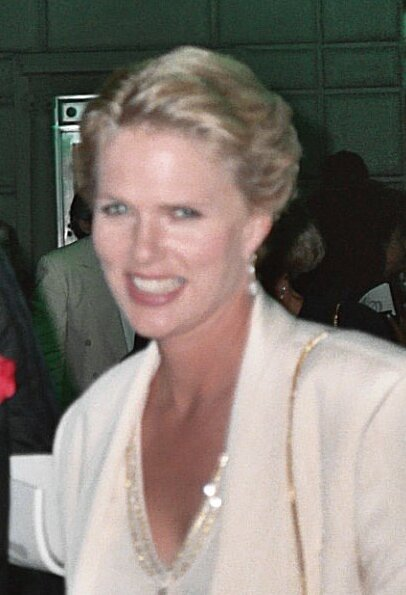
Sharon Gless (Cagney & Lacey), winnaar vrouwelijke hoofdrol in een dramaserie

#### Vrouwelijke hoofdrol in een dramaserie
(Outstanding Lead Actress in a Drama Series)
- Sharon Gless als Christine Cagney in Cagney & Lacey
  - Tyne Daly als Mary Beth Lacey in Cagney & Lacey
  - Susan Dey als Grace Van Owen in L.A. Law
  - Jill Eikenberry als Ann Kelsey in L.A. Law
  - Angela Lansbury als Jessica Fletcher in Murder, She Wrote

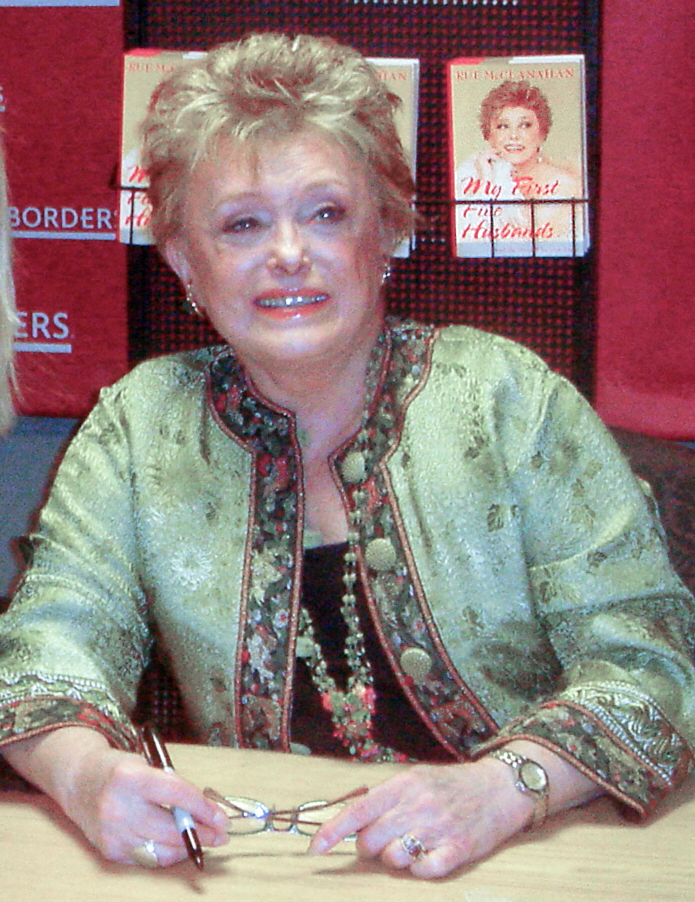
Rue McClanahan (The Golden Girls), winnaar vrouwelijke hoofdrol in een komische serie

#### Vrouwelijke hoofdrol in een komische serie
(Outstanding Lead Actress in a Comedy Series)
- Rue McClanahan als Blanche Devereaux in The Golden Girls
  - Beatrice Arthur als Dorothy Zbornak in The Golden Girls
  - Blair Brown als Molly Dodd in The Days and Nights of Molly Dodd
  - Jane Curtin als Allison Lowell in Kate & Allie
  - Betty White als Rose Nylund in The Golden Girls

#### Vrouwelijke hoofdrol in een miniserie
(Outstanding Lead Actress in a Miniseries or a Special)
- Gena Rowlands als Betty Ford in The Betty Ford Story
  - Lee Remick als Frances Schreuder in Nutcracker: Money, Madness & Murder
  - Ellen Burstyn als Barbara Jackson in Hallmark Hall of Fame
  - Ann-Margret als Ann Arden Grenville in The Two Mrs. Grenvilles
  - Alfre Woodard als Maude DeVictor in Unnatural Causes

### Bijrollen

#### Mannelijke bijrol in een dramaserie
(Outstanding Supporting Actor in a Drama Series)
- John Hillerman als Higgins in Magnum, P.I.
  - Ed Begley jr. als Victor Ehrlich in St. Elsewhere
  - John Karlen als Harvey Lacey in Cagney & Lacey
  - Jimmy Smits als Victor Sifuentes in L.A. Law
  - Michael Tucker als Stuart Markowitz in L.A. Law

#### Mannelijke bijrol in een komische serie
(Outstanding Supporting Actor in a Comedy Series)
- John Larroquette als Dan Fielding in Night Court
  - Woody Harrelson als Woody Boyd in Cheers
  - Tom Poston als George Utley in Newhart
  - Peter Scolari als Michael Harris in Newhart
  - George Wendt als Norm Peterson in Cheers

#### Mannelijke bijrol in een miniserie
(Outstanding Supporting Actor in a Miniseries or a Special)
- Dabney Coleman als Martin Costigan in Sworn to Silence
  - Laurence Olivier als Harry Burrard in Lost Empires
  - John Glover als Richard Behrens in Nutcracker: Money, Madness & Murder
  - Eli Wallach als Norman Voss in Something in Common
  - Stephen Collins als Billy Grenville Jr. in The Two Mrs. Grenvilles

#### Vrouwelijke bijrol in een dramaserie
(Outstanding Supporting Actress in a Drama Series)
- Bonnie Bartlett als Ellen Craig in St. Elsewhere
  - Allyce Beasley als Agnes DiPesto in Moonlighting
  - Christina Pickles als Helen Rosenthal in St. Elsewhere
  - Susan Ruttan als Roxanne Melman in L.A. Law
  - Betty Thomas als Lucille Bates in Hill Street Blues

#### Vrouwelijke bijrol in een komische serie
(Outstanding Supporting Actress in a Comedy Series)
- Jackée Harry als Sandra Clark in 227
  - Justine Bateman als Mallory Keaton in Family Ties
  - Julia Duffy als Stephanie Vanderkellen in Newhart
  - Estelle Getty als Sophia Petrillo in The Golden Girls
  - Rhea Perlman als Carla Tortelli in Cheers

#### Vrouwelijke bijrol in een miniserie
(Outstanding Supporting Actress in a Miniseries or a Special)
- Piper Laurie als Annie Gilbert in Hallmark Hall of Fame
  - Christine Lahti als Alethea Milford in Amerika
  - Elizabeth Wilson als Berenice Bradshaw in Nutcracker: Money, Madness & Murder
  - Olivia de Havilland als Dowager Empress Maria in Anastasia: The Mystery of Anna
  - Claudette Colbert als Alice Grenville in The Two Mrs. Grenvilles

### Gastrollen

#### Gastrol in een dramaserie
(Outstanding Guest Performer in a Drama Series)
- Alfre Woodard als Adrain Moore in L.A. Law
  - Jeanne Cooper als Gladys Becker in L.A. Law
  - Steve Allen als Lech Osoranski in St. Elsewhere
  - Edward Herrmann als Joseph McCabe in St. Elsewhere
  - Jayne Meadows als Holga Oseransky in St. Elsewhere

#### Gastrol in een komische serie
(Outstanding Guest Performer in a Comedy Series)
- John Cleese als Dr. Simon Finch-Royce in Cheers
  - Art Carney als James 'Weasel' Cavanaugh in The Cavanaughs
  - Herb Edelman als Stan in The Golden Girls
  - Lois Nettleton als Jean in The Golden Girls
  - Nancy Walker als Angela in The Golden Girls